# Тумень (місто)
Тумень (кит. спр. 图们市, піньїнь: Túmen Shì) — місто-повіт у східнокитайській провінції Цзілінь, Яньбянь-Корейська автономна префектура.

## Географія
Тумень розташовується у центрі префектури на кордоні з КНДР.

### Клімат
Місто знаходиться у зоні, котра характеризується вологим континентальним кліматом з теплим літом. Найтепліший місяць — серпень із середньою температурою 21.3 °C (70.3 °F). Найхолодніший місяць — січень, із середньою температурою -13.3 °С (8.1 °F).
| Клімат Туменя           | Клімат Туменя | Клімат Туменя | Клімат Туменя | Клімат Туменя | Клімат Туменя | Клімат Туменя | Клімат Туменя | Клімат Туменя | Клімат Туменя | Клімат Туменя | Клімат Туменя | Клімат Туменя | Клімат Туменя |
| Показник                | Січ.          | Лют.          | Бер.          | Квіт.         | Трав.         | Черв.         | Лип.          | Серп.         | Вер.          | Жовт.         | Лист.         | Груд.         | Рік           |
| Середня температура, °C | −13,3         | −10,4         | −2,2          | 6,6           | 13,3          | 17,3          | 21            | 21,3          | 15            | 7,2           | −2,3          | −10,7         | 5,2           |
| Норма опадів, мм        | 8.7           | 9.6           | 14.2          | 30            | 52.9          | 81.6          | 103.8         | 128.8         | 68.4          | 35.7          | 21.4          | 13.8          | 568.9         |
| Днів з опадами          | 3,5           | 4,7           | 5,2           | 8,3           | 12            | 15,7          | 16,7          | 15            | 11,7          | 8,3           | 6             | 4             | 111,1         |
| Вологість повітря, %    | 63.3          | 61.4          | 57.1          | 54.8          | 58.3          | 73.3          | 79.6          | 79.8          | 74.1          | 65.3          | 64.3          | 65.6          | 66.4          |
| ----------------------- | ------------- | ------------- | ------------- | ------------- | ------------- | ------------- | ------------- | ------------- | ------------- | ------------- | ------------- | ------------- | ------------- |
| Джерело: Weatherbase    |               |               |               |               |               |               |               |               |               |               |               |               |               |